# Аерогеофізичне знімання

Аерогеофізи́чне зніма́ння, аерогеофізична розвідка (рос. аэрогеофизическая разведка, англ. aerogeophysical exploration, нім. geophysikalische Luftaufnahme) — вивчення особливостей земних фізичних полів (магнітного, електромагнітного, гравітаційною) і природної радіоактивності шляхом автоматичного або напівавтоматичного вимірювання напруженості поля в умовах польотів над досліджуваною територією та складання відповідних карт.
А.з. застосовується для пошуку родовищ корисних копалин — нафти та газу, руд кольорових металів, радіоактивних руд, а також для тектонічного районування та геологічного картування. Виходячи з швидкого затухання фізичних полів Землі А.з. ведеться на малих висотах — 30-300 м. Масштаби зйомок — від 1:10000 до 1:200000. А.з. дозволяє суттєво підвищити достовірність пошуку корисних копалин.

## Принципи розвідки
Розвідка аерометодами здійснюється за паралельною системою маршрутів. які рівномірно покривають територію, що знімається. Відстань між маршрутами залежить від масштабу знімання і може змінюватись від 100—200 м до 10 км.
Висота польотів залежить насамперед від інтенсивності аномального поля і здебільшого змінюється від 30 до 150—200 м.

## Методи розвідки
Найбільшого застосування набули аеромагніторозвідки та аерорадіометричне знімання, менш поширена аероелектромагнітна розвідка.
Метод аерогравіметричної розвідки перебуває в стані розробки. В практиці А. з. широко застосовують вертольоти, які ефективно використовують в труднодоступних районах: пустелях, тайзі, болотах і т. д.

## Переваги
Важливою перевагою А. з. вад геофізичним зніманням є велика швидкість досліджень і можливість вивчення труднодоступних районів.

## Історія застосування
А. з. вперше здійснене в Рад. Союзі 1936, коли ленівгр. вчений О. А. Логачов винайшов новий прилад — аеромагнітометр. При А. з. вивчають зміну величини вектора повної напруги геомагнітного поля (Т) або його вертикальної складової (2). Аеромагнітні дослідження проводять на висоті 50—150 м.
У межах УРСР А. з. вперше здійснене 1947—48 в районах Криворіжжя та Приазов'я.